# 3945 Герасименко
3945 Герасименко (3945 Gerasimenko) — астероїд головного поясу, відкритий 14 серпня 1982 року.
Тіссеранів параметр щодо Юпітера — 3,159.